# De wildeman van Gaasbeek
De wildeman van Gaasbeek is het tiende, en laatste, stripverhaal uit de reeks van De Geuzen. Het is geschreven door Willy Vandersteen en verscheen in 1990.

## Personages
In dit verhaal spelen de volgende personages mee:
- Hannes, Veerle, Tamme, Maldor (kluizenaar), bezoekers en werknemers kroeg, Ursus, Baldwin (stroper), gravin Eleonora Darnesse (voogdes van het kasteel van Gaasbeek), Evrard (jachtopziener), rovers, boeren, Joris (jager), Meersman (baljuw), piekeniers, beul, torenwachter, menigte, onheilsbode, Roodrokken, kapitein Delcroix, abt.

## Locaties
Dit verhaal speelt zich af op de volgende locaties:
- Gaasbeek in het Pajottenland, kasteel van Gaasbeek, klooster, herberg, Lennik.

## Het verhaal
Maldor is met Hannes, Veerle en Tamme naar Gaasbeek om een verwant bij het oogsten te helpen. Op de terugweg schuilen ze voor regen en als Tamme en Hannes een Hinde willen helpen, blijkt iemand anders dat al te hebben gedaan. Ze vinden een voetafdruk van een blote voet. In een herberg vertellen ze het verhaal en horen over Ursus, de wildeman. De dienstmaagd uit de kroeg gaat naar de kermis in Lennik en de vrienden besluiten mee te gaan. Er is een wedstrijd voor kruisboogschieten en Veerle doet mee. Op de schuttersfeesten thuis is ze altijd de beste en ze blijft samen met Baldwin over in de finale. Veerle wint en de gravin van Darnesse wil weten wie de beide schutters zijn. Baldwin gaat naar een herberg en vertelt dat de gravin alleen met haar jachtopziener is. Als het duo door de holle weg rijdt, zullen de mannen toeslaan om het parelhalssnoer van de gravin te bemachtigen.
Veerle, Maldor, Hannes en Tamme worden uitgenodigd voor een maaltijd en daarna rijden ze naar huis. Maldor ziet zeven kraaien vliegen en dit voorspelt onheil. Gravin Darnesse rijdt in de hinderlaag en Tamme en Hannes helpen haar. De boeven gaan zonder buit op de vlucht en de gravin nodigt het gezelschap uit op het kasteel van Gaasbeek. Het kasteel behoorde eerst toe aan Lamoraal van Egmont, de hertog van Alva liet de graven Egmont en Hoorne in Brussel onthoofden. De man van de gravin kocht het kasteel, maar stierf toen Lodewijk van Nassau door het Spaanse leger verslagen werd tijdens de Slag bij Jemmingen. De gravin vertelt over de legende van de wildeman, waarvan twee versies zijn. Een kamenierster werd op diefstal betrapt en werd ontslagen, waarna ze het jongste zoontje ontvoerde en in het bos achterliet. Een beer nam het kind mee, maar haar kinderen speelden ermee en ze liet het kind in leven. De tweede versie gaat over een houthakker en zijn vrouw die het kind vonden. Ze waren kinderloos en voedden het op. Het kind kreeg over het hele lichaam beharing, hypertrichose, en het echtpaar vlucht in angst voor dit 'duivelswerk'.
De gravin heeft gehoord dat in de streek waar Hannes en Veerle wonen een epidemie is uitgebroken. Ze besluiten langer te blijven en gaan de volgende dag op jacht. De gravin raakt gewond en een beer valt haar aan, maar dan verschijnt Ursus. De wildeman verslaat de beer en kijkt vol bewondering naar de bewusteloze gravin. Als Hannes, Tamme en Veerle bij de gravin komen, is de wildeman al verdwenen. Er wordt weer een voetafdruk gevonden en de gravin vertelt dat ze een behaarde man heeft gezien. Ursus volgt het gezelschap naar het kasteel. Er wordt een klopjacht georganiseerd op de wildeman. Veerle werkt als kamenierster, Hannes en Tamme helpen bij het graandorsen en Maldor vertaalt oude manuscripten. Als een boer tijdens het werk op het veld een paard met de zweep geeft, valt de wildeman de boeren aan. Ze vertellen het in de kroeg en Baldwin gaat de volgende dag met enkele mannen naar de gravin. Hij wil een klopjacht houden, maar de gravin wijst dit af. De gravin verbiedt haar bossen te betreden en de mannen verlaten het kasteel. 
De gravin organiseert zelf een zoektocht, maar Ursus heeft het gezelschap al gezien en verstopt zich in een holle boom. Joris wordt door de wildeman neergeslagen en het gezelschap beseft dat hij toch agressief is. Evrard vertelt de gravin wat er is gebeurd en Maldor maakt een gipsafdruk van het voetspoor. Hij vindt een afgebroken pijlpunt en neemt deze mee. De gravin wordt 's nachts wakker en ziet Ursus voor haar raam. Hannes en Tamme achtervolgen hem en vinden hem met zijn been in een wolfsijzer. Ursus verslaat Hannes en Tamme toch en vlucht. Als Ursus zijn been wil verzorgen, wordt hij door een stier aangevallen. Hij wint van de stier en vlucht verder. De eigenaar van de stier komt bij de gravin en vertelt dat er ook twee koeien de keel zijn afgesneden. Hij wil de baljuw en zijn mannen het domein van de gravin laten uitkammen, maar de gravin geeft geen toestemming. De boer wil dan naar de Gouwleider gaan. Als de boer vertrekt vraagt Maldor waarom de stier kon ontsnappen uit de schuur. De boer geeft de namen van de twee hoeveknechten die nalatig waren.
's Avonds wandelen Veerle en de gravin door het park. Bij de verwoeste toren valt een steen en de gravin ontkomt nipt. Evrard vindt een voetafdruk op de toren en Maldor maakt een nieuwe gipsafdruk. Evrard dringt aan om de baljuw toegang te geven tot het domein, maar de gravin blijft weigeren. Hannes en Tamme komen uit het dorp terug en vertellen dat Meersman, de baljuw, toestemming heeft gegeven om op Ursus te jagen. Er wordt een nieuwe zoektocht georganiseerd en Tamme en Hannes vinden de holle boom. Maldor maakt weer een afgietsel van een voetafdruk. Evrard zegt versterking te halen, maar wordt later dood gevonden. De knuppel van Ursus ligt naast hem en Tamme en Hannes vertellen de gravin het trieste nieuws. De dag na de begrafenis trekt de baljuw met zijn piekeniers naar Gaasbeek. De gravin eist dat de wildeman een proces krijgt en Hannes zorgt voor een hinderlaag bij de holle boom. Ursus wordt gevangengenomen en naar het kasteel gebracht. 
De wildeman wordt in de kerker opgesloten, maar spreekt niet tegen de baljuw. De volgende ochtend zal de beul komen en 's nachts gaat de gravin naar de kerker en geeft water. Ursus vertelt dat hij geen koeien heeft gedood en ook Joris heeft hij niets gedaan. Hij verloor zijn knuppel en vluchtte. De gravin laat de wildeman vrij en de baljuw laat haar de volgende dag gevangennemen. De baljuw zal de volgende dag met de rechter komen, zodat ze gevangengenomen wordt en haar goederen verbeurdverklaard. De torenwachter blaast alarm, er trekt een menigte voorbij. Ze zijn op de vlucht voor de Roodrokken die van Edingen komen. Die avond wordt de gravin berecht en ze verklaart dat niemand kan bewijzen dat Ursus inderdaad agressief is. Dan vertelt Baldwin dat hij wel iets heeft gezien. Hij heeft niets gezegd, omdat hij op verboden gebied was en van stroperij kan worden beschuldigd.
Baldwin zegt dat hij zag hoe Ursus Evrard doodsloeg, maar dan komt Maldor binnen. Hij vertelt dat de wildeman de jachthoorn van de gravin terugbracht, toen hij voor haar raam verscheen. Hij laat de voetafdrukken zien en er blijken twee verschillende te zijn. Op de plek waar Joris werd neergeslagen, zit een knobbel aan de teen van de voet. Dezelfde afdruk is bij de toren gevonden. Maldor hoorde van de boer wiens stier en koeien werden gedood de naam van zijn knecht en een van hen is stroper. Maldor vond in zijn verblijfplaats een imitatie van de knots van Ursus. Maldor wil dat Baldwin zijn voet laat zien, maar wordt dan neergeslagen. De baljuw schiet Baldwin neer en laat een chirurgijn halen. Baldwin vertelt dat hij Stijn heet, hij was stalknecht toen de gravin hem liet aanhouden voor de overval op een koopman. Hij werd veroordeeld om levenslang op een Spaanse galei te dienen als roeier. 
Op een dag werd de galei door watergeuzen aangevallen en bemanning en roeiers verdronken. Alleen Baldwin ontsnapte en wilde wraak, maar sterft nu. Een onheilsbode waarschuwt dat de Roodrokken naderen en het kasteel wordt verdedigd. Mannen en vrouwen strijden samen met de gravin, alleen kinderen worden weggebracht. De gravin weigert een afkoopsom en kapitein Delcroix laat het kasteel aanvallen. Haakbusschutters openen het vuur op de wallen en een groep rent naar de poort met een stormram. De verdediging gebruikt kokend pek en andere wapens. De gewonden worden in het kasteel verzorgd als een nieuwe aanval begint. Er wordt een kar met stro en takkenbossen bij de poort gereden en Hannes en Tamme doen een uitval om de kar uit te schakelen. Tamme gooit de kar in de sloot, maar het blijkt een valstrik. De Roodrokken vallen dan aan en alleen Hannes en Tamme blijven buiten. Tamme raakt gewond en ook Hannes wordt gegrepen. Met een stormram wordt de poort ingebeukt en de vijanden dringen binnen. 
Dan valt de wildeman aan en hij verslaat veel Roodrokken. Delcroix schiet Ursus neer en Maldor opereert hem. De Roodrokken vluchten en Hannes wil dat zij de buit achterlaten, zodat de wettige eigenaars dit terug kunnen krijgen. De kogel wordt door Maldor uit het lichaam van de wildeman verwijderd. Maldor gaat naar de abt van een nabijgelegen klooster en deze wil Ursus opnemen. Na een lange behandeling kunnen de monniken de overmatige beharing verwijderen. De monniken zullen de wildeman voeden en onderwijzen, ze zullen proberen een normaal mens van Ursus te maken. Hannes, Veerle en Tamme helpen bij de herstelwerkzaamheden. Als Ursus op krachten gekomen is, wordt hij naar de monniken gebracht. De epidemie in de streek van Hannes en Veerle is voorbij en ze nemen afscheid van de gravin. Tamme heeft een kist met tientallen pistolen buitgemaakt op de Roodrokken en Hannes verlangt ernaar om naar huis te gaan. Hij laat Veerle een plank boven haar hoofd houden en schiet met een van de pistolen het woord EINDE.

## Achtergronden bij het verhaal

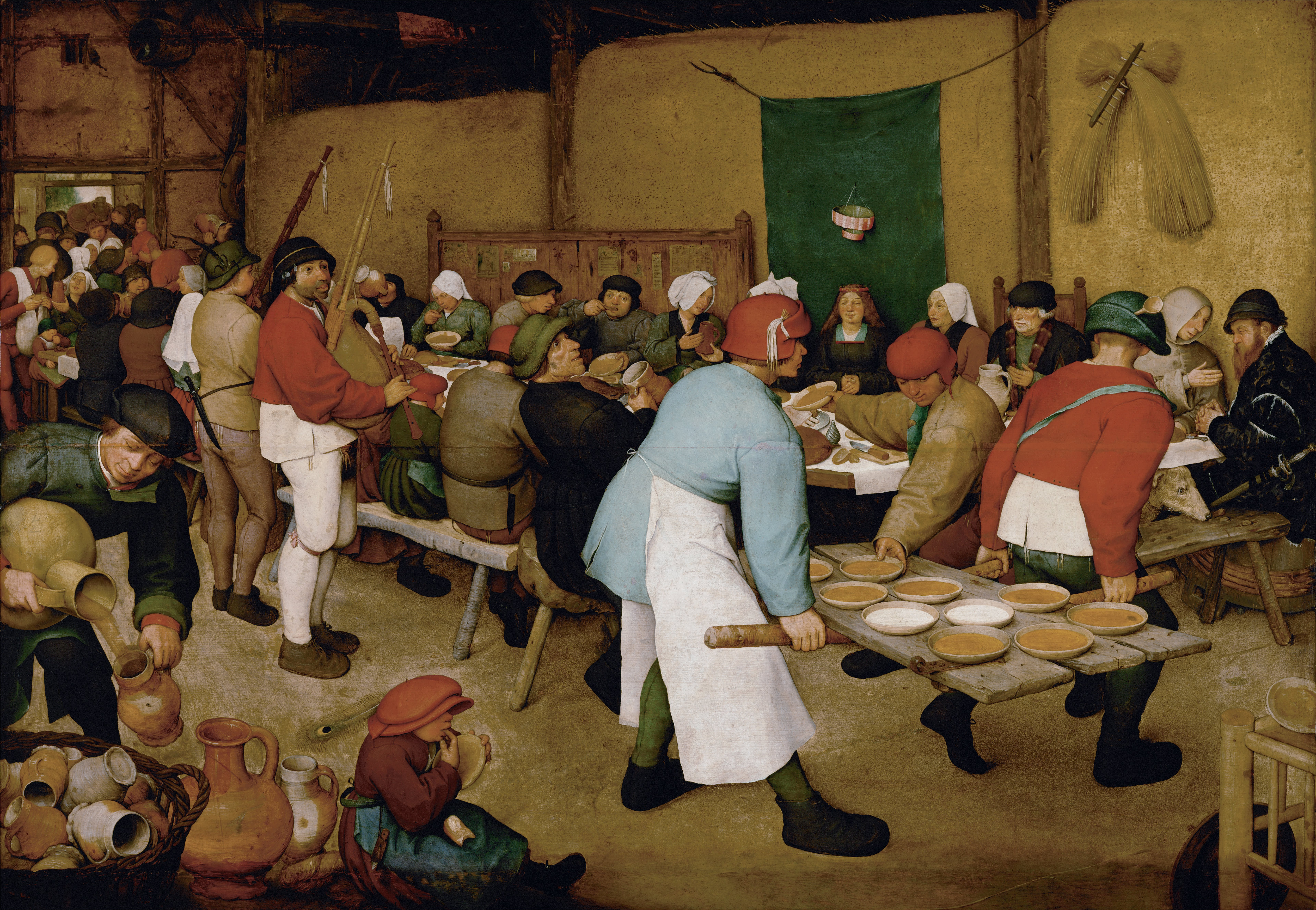
De boerenbruiloft van Pieter Brueghel de Oude

- Het banket waar Hannes, Veerle en Tamme aan deelnemen is een knipoogje naar Pieter Bruegel de Oude's schilderij De boerenbruiloft.
- Toen Willem de Zwijger voor de Hertog van Alva vluchtte, nam Egmont volgens de overlevering afscheid met de woorden "Vaarwel, Prins zonder land". Oranje antwoordde: "Vaarwel, Graaf zonder hoofd." Deze overlevering is vermoedelijk afkomstig van Charles de Coster, de woorden komen voor in zijn roman Tijl Uilenspiegel. "De Geuzen" haalde veel van haar inspiratie uit Tijl Uilenspiegel, een boek waar Vandersteen al eerder een stripreeks rond maakte (Tijl Uilenspiegel).

De zeven jagers ·
De ekster op de galg ·
Flodderbes, de heks ·
De rattenvanger ·
Soetkin, de waanzinnige ·
Onheil boven Damme ·
Strijd om slot Loevestein ·
Verraad in Duindijke ·
De nacht van de satanszoon ·
De wildeman van Gaasbeek